# Occhiali neri (film)
Occhiali neri è un film del 2021 diretto da Dario Argento.

## Trama
Roma. Un'eclissi di sole avvolge la città in una giornata d'estate. La sera stessa, una prostituta lascia un hotel dove si è appena incontrata con un cliente e viene aggredita da un maniaco che la uccide con una corda metallica: è la terza vittima di un serial killer che, con lo stesso modus operandi, si accanisce contro le prostitute. 
Diana, escort di lusso, finisce nel mirino del killer quando fugge dalle avances violente di un cliente: l'omicidio fallisce, ma la donna si ritrova coinvolta in un incidente d'auto nel quale perde per sempre la vista e causa la morte di una famiglia di cinesi, scontrandosi contro la loro vettura: soltanto il piccolo Chin, di 10 anni, sopravvive all'incidente. Mentre prova a mantenere la propria attività di escort, Diana viene affidata alle cure di Rita, un'operatrice specializzata nell'assistenza di persone non vedenti, che in breve diventa la sua unica amica e la aiuta ad ambientarsi nella sua nuova vita con l'aiuto del cane da guardia Nerea. Diana è tormentata dai sensi di colpa per aver causato la morte della famiglia e fa visita a Chin in un centro di accoglienza, dal quale il bambino poi riesce a fuggire. Chin si stabilisce a casa di Diana e diventa così i suoi nuovi occhi, volenteroso di aiutarla a scoprire chi è l'assassino per vendicare la sua famiglia.
Nel frattempo, l'ispettore Baldacci conduce le indagini e identifica il killer come proprietario di un furgone bianco visto più volte sulle scene dei delitti. Un veicolo simile è stato anche visto da Rita mentre era con Diana: l'assassino la sta infatti spiando e sembra voler essere intenzionato a ucciderla a ogni costo. Per mano del killer moriranno anche i poliziotti Bajani e Jerry, inviati a interrogare Diana in merito alla scomparsa di Chin dal centro di accoglienza: Jerry viene investito dal furgone bianco, mentre l'ispettrice Bajani, ancora in vita dopo lo scontro, viene pugnalata alla schiena. Diana e Chin, intanto, fuggono dall'assassino rifugiandosi nella casa del bambino, ora completamente deserta: ciò permette al killer di intrufolarsi in casa di Diana e di narcotizzare Nerea, il cane da guardia.
Durante la loro fuga, Diana e Chin trovano ospitalità presso casa di Rita, che vive in una casa di campagna nei dintorni di Roma. Chin chiama di nascosto l'ispettrice Bajani, che aveva lasciato il suo numero a Diana in precedenza, ma ignora che dall'altro capo del telefono c'è proprio il killer, che ha preso il cellulare della donna e scopre così la loro posizione. Qualche ora più tardi, l'assassino giunge col furgone bianco proprio vicino a casa di Rita, che viene strangolata come le altre vittime, e scopre il nascondiglio di Diana e Chin. I due fuggono nel bosco circostante la casa e finiscono per perdersi. Diana si trova sola e sperduta per via della sua cecità e finisce prima in uno stagno infestato dai serpenti, poi in un edificio industriale dove ritrova Chin. Il killer però l'ha seguita e rapisce entrambi, dopo aver fatto fuori anche due soccorritori che si erano fermati ad aiutarli.
Diana e Chin si ritrovano prigionieri in un centro di addestramento per cani da guardia dov'è presente anche Nerea, prelevata dal killer e ingabbiata. Si scopre quindi che l'assassino è Matteo, un ex cliente di Diana che è stato respinto a causa del suo cattivo odore e che intende quindi vendicarsi sulla donna per averlo umiliato. Nerea riesce però a liberarsi dalla gabbia e a raggiungere Matteo, che in un primo momento prova a ritorcerla contro Diana. L'animale, però, sentendo la voce della padrona che grida aiuto, salta alla gola di Matteo e lo sbrana, mentre Chin riesce a slegarsi e a liberare anche Diana. La polizia giunge sul posto e soccorre i sopravvissuti, mentre porta via il corpo dilaniato di Matteo.
Il film termina all'aeroporto di Fiumicino, dove Diana dice per sempre addio a Chin, affidato a una cugina venuta in Italia per portarlo a vivere ad Hong Kong. Lasciata sola dagli agenti di polizia che l'hanno accompagnata, Diana parla col cane Nerea dicendole che ormai è l'unica amica che le è restata.

## Produzione
Dario Argento e Franco Ferrini hanno scritto la sceneggiatura di Occhiali neri nel 2002, mettendola da parte a causa del fallimento della compagnia di produzione con cui avevano preso accordi per la sua realizzazione. La sceneggiatura è stata ripresa dopo circa 20 anni. Nel 2020 Argento ha dichiarato che avrebbe lavorato con i Daft Punk per la colonna sonora del film, tuttavia i produttori del film hanno smentito la notizia affermando che si trattava di un desiderio di Argento a cui non erano tuttavia seguiti accordi reali. Le riprese, tenutesi a Roma, erano inizialmente previste per il 2020 ma sono state rimandate al 2021 a causa della pandemia di COVID-19.

## Promozione
Il primo trailer e il primo poster del film sono stati pubblicati l'8 febbraio 2022.

## Distribuzione
Il film è stato presentato alla Berlinale 2022 e distribuito nelle sale cinematografiche il 24 febbraio 2022.

## Incassi
Il film ha incassato circa 230 mila euro, meno di quanto è costato.
Inoltre, è stato accolto molto negativamente dalla critica.